# 殺人鬼 (映画)
『殺人鬼』（さつじんき、10 to Midnight）は、1983年のアメリカ合衆国のアクション映画。監督はJ・リー・トンプソン、主演はチャールズ・ブロンソン。日本ではビデオストレート作品のため劇場公開はされず、日曜洋画劇場で放送された際には『真夜中の野獣刑事・全裸殺人鬼を追え!』というタイトルで放送された。

## ストーリー
夜の町で連続猟奇殺人事件が発生した。全く遺留品が発見されないために捜査は難航する中、この事件を担当するケスラー刑事（チャールズ・ブロンソン）はストーカーの常習で精神異常者であるウォーレン（ジーン・デイヴィス）を犯人として見つけ出す。彼は、服を脱ぎ全裸になってから人を殺し、トイレで服を着直して帰宅する手口を取っていた。そのため、証拠が無く通常逮捕は難しい状況であった。
そんな中、ケスラーの娘のローリー（リサ・アイルバッハー）のいる寮が殺人鬼のターゲットとなってしまい、それを知ったケスラー刑事は急ぐ。

## キャスト
| 役名                   | 俳優                                  | 日本語吹替 |
| 役名                   | 俳優                                  | テレビ朝日版 |
| ---------------------- | ------------------------------------- | --- |
| レオ・ケスラー刑事     | チャールズ・ブロンソン                | 大塚周夫 |
| ローリー・ケスラー     | リサ・アイルバッハー                  | 戸田恵子 |
| マッカーン             | アンドリュー・スティーヴンス          | 池田秀一 |
| ウォーレン・ステイシー | ジーン・デイヴィス                    | 堀勝之祐 |
| ダンテ                 | ジェフリー・ルイス                    | 仲木隆司 |
| マローン               | ウィルフォード・ブリムリー            | 宮川洋一 |
| ゼーガー               | ロバート・F・ライオンズ               | 池田勝 |
| オーラ                 | オーラ・レイ                          | |
| ドリーン               | ケリー・プレストン                    | |
| 被害者                 | アン・ロックハート （クレジットなし） | |
| 不明 その他            |                                       | 千田光男 鵜飼るみ子 小宮和枝 幸田直子 今井洋子 佐々木優子 屋良有作 安田隆 大方斐紗子 山田栄子 増岡弘 清水裕子 好村俊子 星野充昭 江原正士 深見理佳 西村知道 佐古雅誉 達依久子 前沢迪雄 |
|                        |                                       | |
| 演出                   | 演出                                  | 高桑慎一郎 |
| 翻訳                   | 翻訳                                  | 鈴木導 |
| 効果                   | 効果                                  | PAG |
| 調整                   | 調整                                  | 山田太平 |
| 制作                   | 制作                                  | 千代田プロダクション |
| 解説                   | 解説                                  | 淀川長治 |
| 初回放送               | 初回放送                              | 1985年9月29日 『日曜洋画劇場』 |

## 作品の評価
Rotten Tomatoesによれば、9件の評論のうち高評価は33%にあたる3件のみで、平均して10点満点中3.71点を得ている。
Metacriticによれば、6件の評論のうち、高評価は1件、賛否混在はなく、低評価は5件で、平均して100点満点中12点を得ている。